# Alessandro Mancini
Alessandro Mancini (4 de outubro de 1975) é um político de San Marino, Capitão-regente de 1 de abril a 1 de outubro de 2020.
Mancini é membro do Partido dos Socialistas e Democratas. Anteriormente, foi Capitão-regente por seis meses, de 1 de abril a 1 de outubro de 2007.
Junto com Grazia Zafferani, teve o compromisso de combater a Pandemia de COVID-19, no Enclave dentro da Itália.